# Hans Merkle

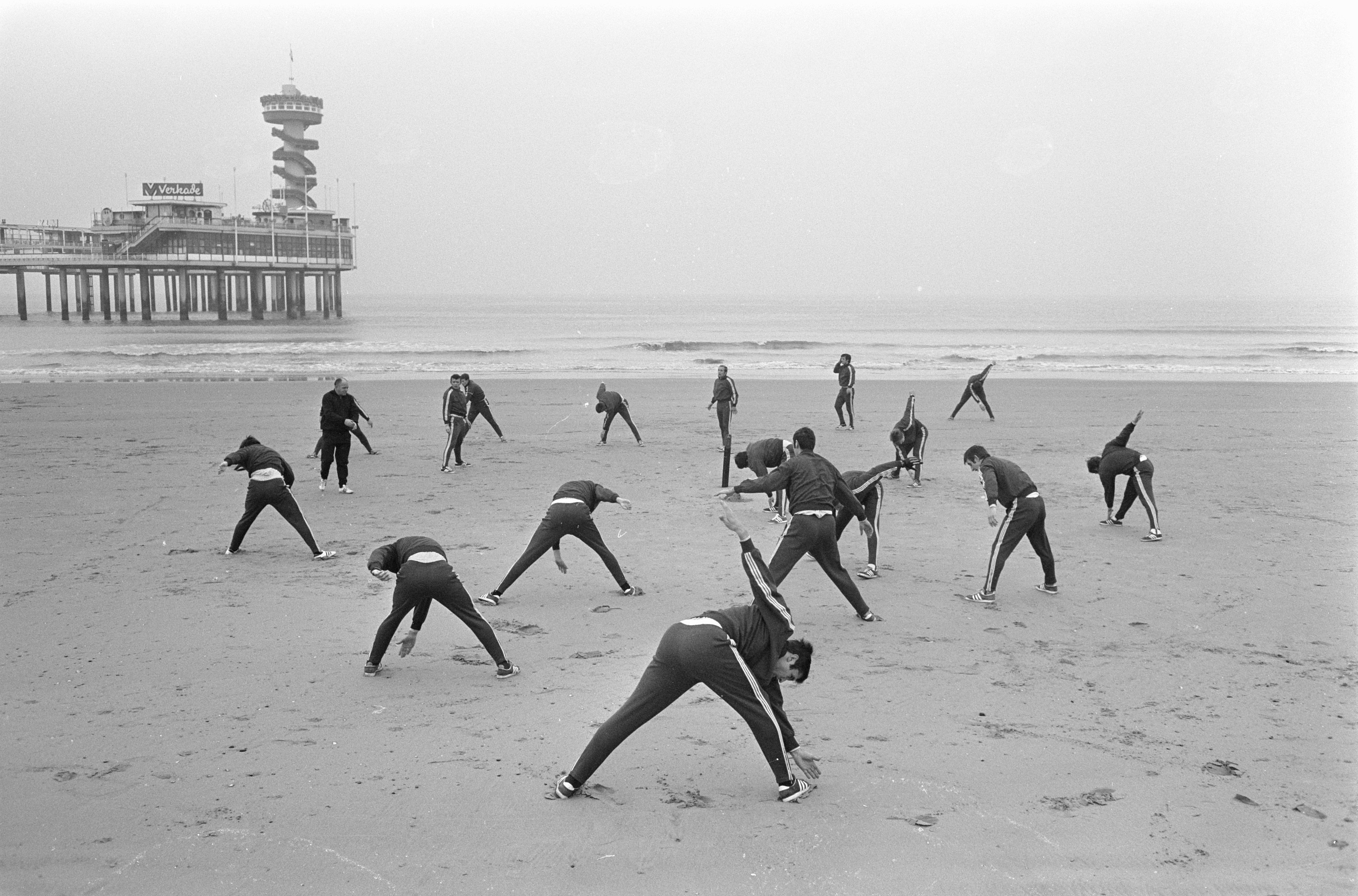
Hans Merkle (2. v. l.) mit seiner Kölner Mannschaft am Strand von Scheveningen, 11. November 1968

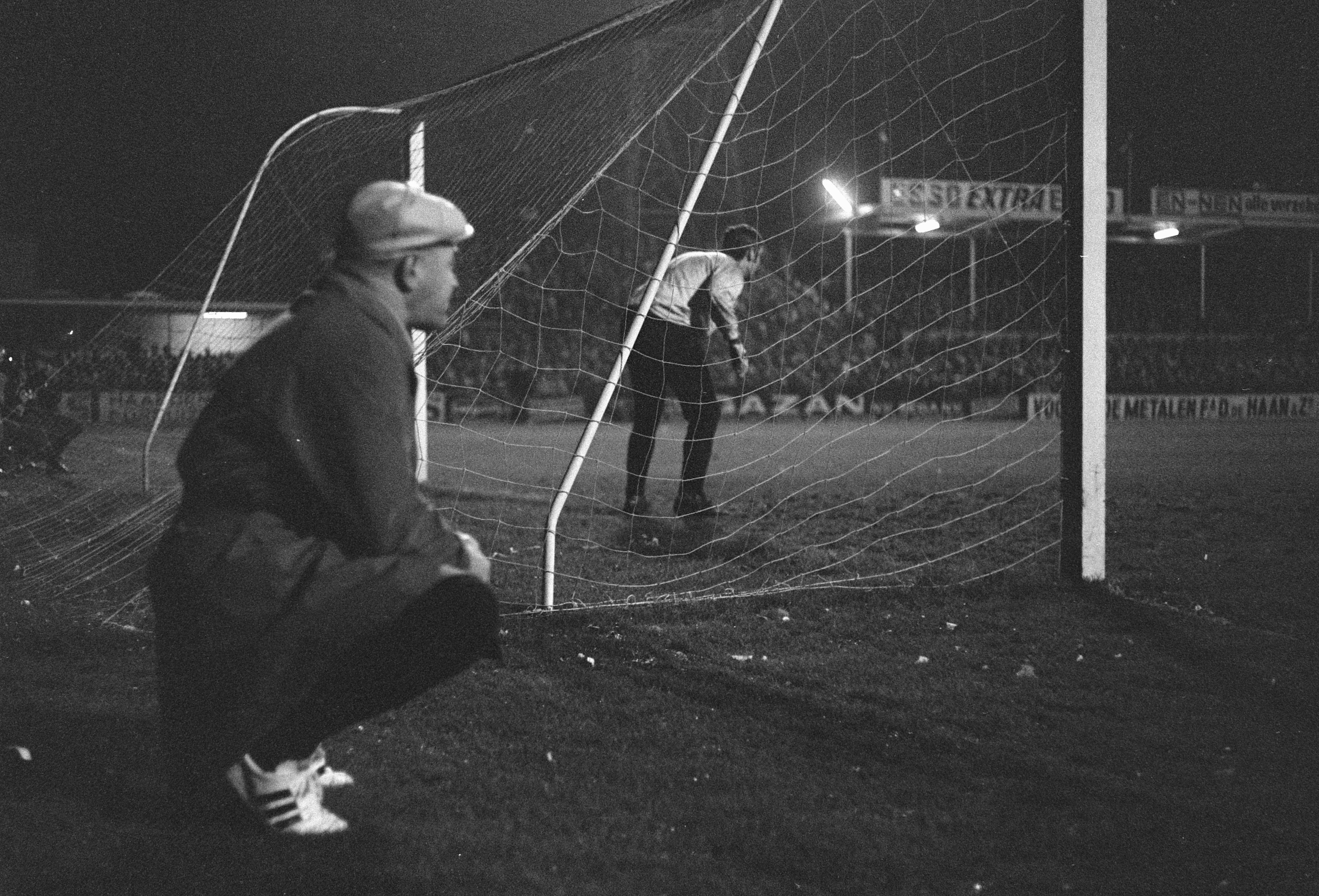
Hans Merkle (links) am Spielfeldrand. Im Hintergrund steht der Torhüter Paul Heyeres des 1. FC Köln. Hinrundenspiel der 2. Runde des Europapokal der Pokalsieger 1968/69 gegen ADO Den Haag am 12. November 1968

Hans Merkle (* 1. Juni 1918 in Karlsruhe; † 10. Mai 1993 in Großburgwedel) war ein deutscher Fußballspieler und Fußballtrainer. Am Ende seiner Trainerlaufbahn war er von 1970 bis 1983 Verbandssportlehrer des Schleswig-Holsteinischen Fußballverbands in der Sportschule Malente.

## Werdegang

### Zeit vor der Bundesliga, bis 1968
Aufgewachsen und zur Schule gegangen ist Merkle in Karlsruhe und war früh sportbegeistert. Vom sechsten bis zum 14. Lebensjahr war er Turner beim KTV Karlsruhe. Erst 1932 begann er bei Phönix Karlsruhe mit dem Fußball. Vier Jahre später war er Bestandteil der ersten Mannschaft von Phönix, die 1937 von der Bezirksliga in die Gauliga Baden aufstieg. Bei Ebner wird er für Phönix mit acht Einsätzen in der Gauliga geführt. Er betrieb weiterhin Leichtathletik und wurde badischer Jugendmeister im Drei- und Zehnkampf sowie süddeutscher Meister im Zehnkampf. Schulisch durchlief er die Volksschule, danach die Oberrealschule Karlsruhe und machte 1938 an der städtischen Handelsoberschule den Abschluss als „Diplom-Kaufmann“. Es folgten sechs Monate Arbeitsdienst und er studierte vier Semester Sport an der Luftwaffensportakademie in Berlin. Ab Frühjahr 1941 fungierte Hans Merkle als Sportlehrer mit Schwerpunkt Fußball an der Kriegsakademie Wien, bevor er an die Front versetzt wurde.
Bis zum Kriegsende befand er sich als Soldat des 2. Flak-Regiments 491 im Fronteinsatz, zunächst im Süden Russlands, gegen Kriegsende in Frankreich. In Dijon geriet Merkle 1945 in französische Kriegsgefangenschaft, aus der er erst im Juli 1948 entlassen wurde. Nach dem Krieg belegte er zwischen 1950 und 1952 unter den Dozenten Sepp Herberger und Hennes Weisweiler mehrere Lehrgänge an der Deutschen Sporthochschule Köln. Am 17. Mai 1952 erhielt durch den DFB die Zulassung als Fußball-Lehrer. Über die Amateurvereine SV Kuppenheim (1949/50), SSV Ettlingen (1950/51) und Germania Brötzingen (1951/52) gelangte er schließlich zur Saison 1952/53 zu Schwaben Augsburg. In seinem 2. Trainerjahr, 1953/54, gelang mit der Meisterschaft in der 2. Liga Süd die Rückkehr mit den Lila-Weißen in die Fußball-Oberliga Süd. Zwei Jahre Oberligafußball bestritt Trainer Merkle von 1954 bis 1956 mit Spielern wie Torhüter Franz Süßmann und B-Nationalspieler Wilhelm Struzina, ehe er ein Vertragsangebot des Ligakonkurrente VfR Mannheim annahm und zwei Jahre bei den Rasenspielern in der Quadratestadt verbrachte.
Hier erlebte er noch mit Kurt Keuerleber, Ernst Langlotz und Rudolf de la Vigne die Spielkunst der Meisterspieler des Jahres 1949. Er blieb zwei Jahre beim VfR Mannheim dann zog es ihn zum SSV Reutlingen. Das Startspiel der Saison 1958/59 führte Merkle mit seiner neuen Mannschaft ausgerechnet zum VfR Mannheim. Die zwei Kontrahenten trennten sich 2:2 und der SSV-Trainer konnte zufrieden dem ersten Heimspiel gegen den BC Augsburg entgegen sehen. Das gewann seine Mannschaft im Stadion an der Kreuzeiche mit 3:0. Er belegte mit dem Team um Torhüter Karl Bögelein am Rundenende den 12. Rang. Das vierte Reutlinger Jahre, 1961/62, beendete er mit Spielern wie Bögelein, Ulrich Biesinger und Hans-Georg Dulz auf dem 8. Rang und übernahm zur letzten Saison der alten erstklassigen Oberliga Süd, 1962/63, die Hessen von Kickers Offenbach. In der entscheidenden Runde zur Nominierung für die neue Fußball-Bundesliga zur Saison 1963/64, belegte Merkle nach der Hinrunde mit 19:11 Punkten den 5. Rang. Am 5. Mai 1963 beendeten der OFC am Bieberer Berg mit einem 1:1 gegen den VfB Stuttgart das Kapitel Oberliga. Die Rückrunde war nicht mehr so gut gelaufen wie die Hinrunde und mit 32:28 Punkten belegten die Mannen um Gerhard Kaufhold, Hermann Nuber und Siegfried Gast den 7. Tabellenplatz. Offenbach wurde nicht für die Bundesliga nominiert und trat mit Trainer Merkle zur Saison 1963/64 im Unterbau der Fußball-Regionalliga Süd an.
Mit einem 3:2-Heimerfolg am 24. Mai 1964 beendete Kickers Offenbach auf dem 3. Rang platziert die Debütrunde der Regionalliga Süd. Meister wurde Hessen Kassel vor dem FC Bayern München und die Mannschaft von Trainer Merkle verfehlte das Ziel der Bundesligaaufstiegsrunde. Mit 17:21 Auswärtspunkten konnte das Rundenziel nicht erreicht werden. Geglückt war dagegen der Einstand des Offensivtalentes Sigfried Held. Merkle wechselte danach in die Schweiz und übernahm BSC Young Boys Bern.
In seinem ersten Jahr wurde er mit Bern Vizemeister, rutschte dann aber in den nächsten drei Runden in das Mittelfeld auf die Ränge 5. (1966), 7. (1967) und 8. (1968) ab. In seiner ersten Runde zog er mit Bern auch in das Pokalhalbfinale ein.

### 1. FC Köln, 1968 bis 1970
Unter Trainer Willi Multhaup hatte der 1. FC Köln 1968 den DFB-Pokal gewonnen. Aus Altersgründen hörte Multhaup als Trainer auf und FC-Präsident Oskar Maaß verpflichtete auf Empfehlung von Altbundestrainer Herberger den Mann aus der Schweiz als Trainernachfolger. Er hatte zuvor in der noch jungen Bundesliga keine Erfahrung sammeln können. Er stand für athletische Grundausbildung aus der Leichtathletik und lehnte ein Training nur mit dem Ball entschieden ab. Er meinte: „Ein Training nur mit dem Ball lehne ich ab, denn dabei kann jeder seine Formschwächen tarnen, kann mogeln und seinen wahren Zustand verschleiern. Die unerbittliche harte Laufarbeit zeigt, ob der Spieler in Form ist und zeigt, ob er sich aufs Training eingestellt hat. Niemand hält ein solches Laufintervall durch, ohne sich zu übergeben, wenn er vor dem Training gegessen hat, was nicht sein sollte.“ Doch die Trainingsmethoden von Merkle sorgten bei den FC-Spielern für Unmut, denn der neue Coach trainierte äußerst kraftraubend, ließ viel laufen und baute leichtathletische Übungen wie Kugelstoßen und Hammerwurf ins Training ein. „Wir waren diese Leichtathletikgeschichte ja gar nicht gewohnt. Das hatte zur Folge, dass die Mannschaft samstags, wenn das Spiel anstand, völlig platt war und regelmäßig verlor“, erinnerte sich Ex-FC-Spieler Wolfgang Weber. Wegen Merkles harter Trainingsmethoden und des eher autoritären Führungsstils hatten ihm die FC-Spieler den Spitznamen „Granit-Hans“ verpasst. Der FC geriet erstmals in seiner Bundesligageschichte in akute Abstiegsgefahr und konnte erst nach einem 3:0-Heimsieg über den 1. FC Nürnberg am letzten Spieltag den Klassenerhalt sicherstellen.
In der zweiten Saison, 1969/70, stellte man Merkle mit dem ehemaligen Speerwerfer Rolf Herings einen neuen Assistenztrainer zur Seite, der sich vornehmlich um die Kondition kümmerte. Das Gespann Merkle/Herings harmonierte bestens und führte den FC auf einen guten vierten Platz und damit zurück in den europäischen Wettbewerb. Dabei gelang ihm mit der Mannschaft um Wolfgang Overath. Wolfgang Weber und Heinz Flohe sogar der Einzug ins Finale des DFB-Pokals 1969/70, das wegen Terminschwierigkeiten aufgrund eines heftigen Winters und der Weltmeisterschaft 1970 erst zu Beginn der Saison 1970/71 stattfinden konnte. Ende August, also schon in der Saison 1970/71, unterlag Köln dort unter Merkles Nachfolger Ernst Ocwirk Kickers Offenbach, wo Merkle einst selbst in der Regionalliga Süd als Coach tätig war, mit 1:2.
Von 1970 bis 1983 arbeitete Merkle als Verbandstrainer des Schleswig-Holsteinischen Fußballverbands und Leiter der Sportschule Malente, in der sich die deutsche Nationalelf unter anderem 1974 auf die Weltmeisterschaft im eigenen Land vorbereitete.

## Vereine
- 1952–1956 Schwaben Augsburg
- 1956–1958 VfR Mannheim
- 1958–1962 SSV Reutlingen 05
- 1962–1964 Kickers Offenbach
- 1964–1968 BSC Young Boys
- 1968–1970 1. FC Köln

## Erfolge
- 1970 DFB-Pokal-Finale mit dem 1. FC Köln

## Bundesliga-Bilanz
- 33 Siege – 9 Unentschieden – 26 Niederlagen
- 75 Punkte aus 68 Spielen
- 1,10 Punkte pro Spiel